# America's Next Top Model (undicesima edizione)
L'undicesima edizione di 'America's Next Top Model è andata in onda sul canale The CW dal 3 settembre al 19 novembre 2008. Questa edizione si è spostata nuovamente a Los Angeles e come destinazione internazionale è stata scelta Amsterdam, Paesi Bassi.

Per la prima volta tra le 14 aspiranti modelle vi era un concorrente transessuale, Isis King.

La vincitrice è stata McKey Sullivan, diciannovenne di Lake Forest, Illinois, che ha guadagnato la propria rappresentazione dalla Elite Model Management, un contratto di 100.000 dollari con la casa di cosmetici CoverGirl e una copertina e un servizio di sei pagine sulla rivista Seventeen.

## Concorrenti
| Concorrente               | Età1 | Altezza | Provenienza                      | Posizione                                                    |
| ------------------------- | ---- | ------- | -------------------------------- | ------------------------------------------------------------ |
| Brittney "ShaRaun" Brown  | 18   | 178 cm  | Chicago, Illinois                | Eliminata nell'episodio 2                                    |
| Nikeysha Clarke           | 19   | 178 cm  | Bronx, New York                  | Eliminata nell'episodio 3                                    |
| Brittany Rubalcaba        | 19   | 178 cm  | Henderson, Nevada                | Eliminata nell'episodio 4                                    |
| Hannah White              | 18   | 178 cm  | Fairbanks, Alaska                | Eliminata al di fuori del giudizio in studio nell'episodio 5 |
| Isis King                 | 22   | 171 cm  | Prince George's County, Maryland | Eliminata nell'episodio 5                                    |
| Clark Gilmer              | 19   | 177 cm  | Pawleys Island, Carolina del Sud | Eliminata nell'episodio 6                                    |
| Lauren Brie Harding       | 18   | 178 cm  | Charlottesville, Virginia        | Eliminata nell'episodio 7                                    |
| Joslyn Pennywell          | 23   | 180 cm  | Lucky, Louisiana                 | Eliminata nell'episodio 9                                    |
| Sheena Sakai-Satana       | 21   | 178 cm  | Harlem, New York                 | Eliminata nell'episodio 10                                   |
| Elina Ivanova             | 18   | 177 cm  | Seattle, Washington              | Eliminata nell'episodio 11                                   |
| Marjorie Conrad           | 19   | 180 cm  | San Francisco, California        | Eliminata nell'episodio 12                                   |
| Analeigh Tipton           | 19   | 177 cm  | Sacramento, California           | Eliminata nell'episodio 13                                   |
| Samantha Potter           | 18   | 180 cm  | Woodland Hills, California       | Seconda classificata                                         |
| Brittany "McKey" Sullivan | 19   | 183 cm  | Lake Forest, Illinois            | Vincitrice                                                   |

 1 L'età delle concorrenti si riferisce all'anno della messa in onda del programma

## Makeover
- Analeigh: Volume
- Brittany: Extension
- Clark: Capelli tinti di nero
- Elina: Extension ricce e di color rosso
- Hannah: Taglio altezza spalle
- Isis: Extension e rimozione ciocche finte
- Joslyn: Extension
- Lauren Brie: Capelli tinti color biondo chiarissimo
- Marjorie: Capelli tinti di castano (poi più corti)
- McKey: Taglio cortissimo e di colore nero
- Samantha: Taglio molto corto
- Sheena: Volume

## Ordine di eliminazione
| Order | Episodi     | Episodi     | Episodi     | Episodi     | Episodi     | Episodi     | Episodi     | Episodi  | Episodi  | Episodi  | Episodi  | Episodi  | Episodi  |
| Order | 1           | 2           | 3           | 4           | 5           | 6           | 7           | 9        | 10       | 11       | 12       | 13       | 13       |
| ----- | ----------- | ----------- | ----------- | ----------- | ----------- | ----------- | ----------- | -------- | -------- | -------- | -------- | -------- | -------- |
| 1     | Sheena      | Isis        | Lauren Brie | Elina       | Lauren Brie | Analeigh    | Marjorie    | Analeigh | McKey    | Analeigh | Analeigh | McKey    | McKey    |
| 2     | Joslyn      | Joslyn      | Elina       | Lauren Brie | Analeigh    | Lauren Brie | Analeigh    | Sheena   | Analeigh | McKey    | McKey    | Samantha | Samantha |
| 3     | Clark       | Lauren Brie | Joslyn      | Samantha    | Elina       | McKey       | McKey       | Samantha | Marjorie | Samantha | Samantha | Analeigh |          |
| 4     | Marjorie    | Brittany    | Analeigh    | McKey       | Sheena      | Elina       | Sheena      | Marjorie | Samantha | Marjorie | Marjorie |          |          |
| 5     | Samantha    | Elina       | McKey       | Sheena      | McKey       | Marjorie    | Elina       | Elina    | Elina    | Elina    |          |          |          |
| 6     | Elina       | Analeigh    | Isis        | Joslyn      | Marjorie    | Samantha    | Joslyn      | McKey    | Sheena   |          |          |          |          |
| 7     | Brittany    | McKey       | Sheena      | Marjorie    | Joslyn      | Sheena      | Samantha    | Joslyn   |          |          |          |          |          |
| 8     | McKey       | Sheena      | Samantha    | Isis        | Clark       | Joslyn      | Lauren Brie |          |          |          |          |          |          |
| 9     | Analeigh    | Marjorie    | Marjorie    | Clark       | Samantha    | Clark       |             |          |          |          |          |          |          |
| 10    | Hannah      | Clark       | Clark       | Hannah      | Isis        |             |             |          |          |          |          |          |          |
| 11    | Lauren Brie | Samantha    | Hannah      | Hannah      |             |             |             |          |          |          |          |          |          |
| 12    | Isis        | Clark       | Brittany    |             |             |             |             |          |          |          |          |          |          |
| 13    | Nikeysha    | Nikeysha    |             |             |             |             |             |          |          |          |          |          |          |
| 14    | ShaRaun     |             |             |             |             |             |             |          |          |          |          |          |          |

- L'episodio 1 è quello dei casting e l'ordine di chiama è completamente casuale.
- L'episodio 5, al termine di una sfilata, Hannah e Samantha vengono giudicate peggiori e sono a rischio eliminazione; i giudici decidono di eliminare Hannah al di fuori del pannello di giudizio.
- L'episodio 8 è il riassunto dei precedenti.

     La concorrente è stata eliminata
     La concorrente è stata eliminata al di fuori della puntata in studio
     La concorrente ha vinto la competizione

## Servizi fotografici
- Episodio 1: Abbigliamenti metallici (Casting).
- Episodio 2: Voti politici.
- Episodio 3: Sospese alla corda di una mongolfiera.
- Episodio 4: In costume a Malibù.
- Episodio 5: Sguardi felini a pelo d'acqua.
- Episodio 6: Disastri naturali in stile Mod.
- Episodio 7: Arrivo sul red carpet.
- Episodio 9: Pubblicità CoverGirl.
- Episodio 10: Pirati del XVII secolo su una clipper olandese.
- Episodio 11: Foto in bianco e nero in un magazzino.
- Episodio 12: Alta moda con mulino a vento.
- Episodio 13: Pubblicità CoverGirl WetSlicks Amazemint Lipgloss e copertina Seventeen